# Búa phá kính

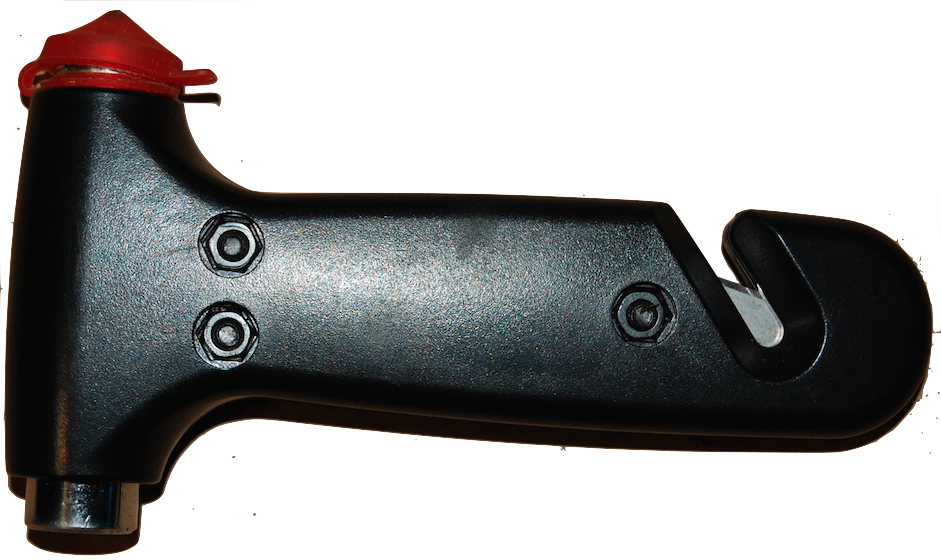
Búa phá kính cầm tay tích hợp cắt dây an toàn.

Búa phá kính là một dụng cụ cầm tay được thiết kế để phá kính cửa sổ trong trường hợp khẩn cấp. Đây là một thiết bị an toàn phổ biến được tìm thấy trên các phương tiện giao thông để hỗ trợ trong trường hợp khẩn cấp người ngồi trong xe, cũng như trong một số tòa nhà.
Hầu hết các dụng cụ phá kính là các thiết bị độc lập có đầu nhọn bằng kim loại dùng để phá vỡ kính cường lực, và nhiều dụng cụ còn có một con dao được che chắn sắc bén để cắt xuyên qua dây an toàn. Ngoài ra còn có nhiều ví dụ về việc búa phá kính được tích hợp vào các công cụ khác, chẳng hạn như đèn pin hoặc dụng cụ đa năng.

## Sử dụng trái phép
Đã có trường hợp người ta sử dụng vật dụng phá kính ô tô từ bên ngoài nhằm mục đích trộm cắp.